# Vila Eugena Proschka
Vila Eugena Proschka je rodinný dům, který stojí v Praze 5-Hlubočepích ve vilové čtvrti Barrandov v ulici Lumiérů.

## Historie
Vilu pro manžele Proschkovy postavenou v letech 1939-1940 navrhl architekt Rudolf Weiser.

## Popis
Vila postavená na obdélném půdorysu má romantizující průčelí, které ukončuje dřevěná pozednice s prvky lidového dekorativismu. Je kryta prejzovou střechou podobnou pagodě. Dům má hladkou omítku v přírodní barvě.
Vzhled domu doplňují nároží s armováním a balkon na gotizujících krakorcích na severovýchodní straně. Okna v arkýřích mají ostění rámovaná keramickými tvarovkami. Na uličním průčelí domu je pod prostředním oknem na úrovni druhého podlaží umístěn dekorativní keramický kruh se třemi vlaštovkami a letopočtem 1940.
Garáž se nachází v jižní části domu a je uzavřena půlkruhem. Na její střeše v úrovni podlahy zvýšeného technického podlaží byla vybudována terasa. Technické podlaží je směrem do zahrady osazeno keramickým obkladem.
Vyplétaná pole v oplocení zahrady jsou doplněna motivem vlaštovčího ocasu.